# 기오르기 마마르다슈빌리
기오르기 마마르다슈빌리(조지아어: გიორგი მამარდაშვილი, 2000년 9월 29일 ~ )는 조지아의 축구 선수이며, 발렌시아에서 골키퍼로 뛰고 있다.